# Couptrain
Couptrain est une commune française, située dans le département de la Mayenne en région Pays de la Loire, peuplée de 114 habitants.
La commune fait partie de la province historique du Maine, et se situe dans le Bas-Maine dans le pays de Passais.

## Géographie

### Localisation
La commune (d'une superficie de seulement 71 hectares) est située à 8 km au nord-ouest de Pré-en-Pail dans le parc naturel régional Normandie-Maine.
| Neuilly-le-Vendin |                           |                        |
|                   | Couptrain                 | Saint-Calais-du-Désert |
|                   | Saint-Aignan-de-Couptrain |                        |

### Hydrographie, relief et géologie
- Rivière la Mayenne en limite nord de la commune.
- Ruisseau du Pont Cordon en limite est de la commune.

### Voies de communication et transports
- La RD 176, ancienne RN 176 reliant Pré-en-Pail à Pontaubault.

### Climat
Pour des articles plus généraux, voir Climat des Pays de la Loire et Climat de la Mayenne.
En 2010, le climat de la commune est de type climat océanique altéré, selon une étude du CNRS s'appuyant sur une série de données couvrant la période 1971-2000. En 2020, Météo-France publie une typologie des climats de la France métropolitaine dans laquelle la commune est exposée à un climat océanique et est dans la région climatique Normandie (Cotentin, Orne), caractérisée par une pluviométrie relativement élevée (850 mm/a) et un été frais (15,5 °C) et venté.
Pour la période 1971-2000, la température annuelle moyenne est de 10,3 °C, avec une amplitude thermique annuelle de 13,7 °C. Le cumul annuel moyen de précipitations est de 829 mm, avec 13,2 jours de précipitations en janvier et 7,3 jours en juillet. Pour la période 1991-2020, la température moyenne annuelle observée sur la station météorologique de Météo-France la plus proche, sur la commune du Horps à 16 km à vol d'oiseau, est de 11,1 °C et le cumul annuel moyen de précipitations est de 857,1 mm,. Pour l'avenir, les paramètres climatiques de la commune estimés pour 2050 selon différents scénarios d'émission de gaz à effet de serre sont consultables sur un site dédié publié par Météo-France en novembre 2022.

## Urbanisme

### Typologie
Au 1er janvier 2024, Couptrain est catégorisée commune rurale à habitat dispersé, selon la nouvelle grille communale de densité à sept niveaux définie par l'Insee en 2022.
Elle est située hors unité urbaine et hors attraction des villes,.

### Occupation des sols
L'occupation des sols de la commune, telle qu'elle ressort de la base de données européenne d’occupation biophysique des sols Corine Land Cover (CLC), est marquée par l'importance des territoires agricoles (65,3 % en 2018), une proportion identique à celle de 1990 (65,3 %). La répartition détaillée en 2018 est la suivante : 
terres arables (36,2 %), zones urbanisées (34,7 %), prairies (29,1 %). L'évolution de l’occupation des sols de la commune et de ses infrastructures peut être observée sur les différentes représentations cartographiques du territoire : la carte de Cassini (XVIIIe siècle), la carte d'état-major (1820-1866) et les cartes ou photos aériennes de l'IGN pour la période actuelle (1950 à aujourd'hui).

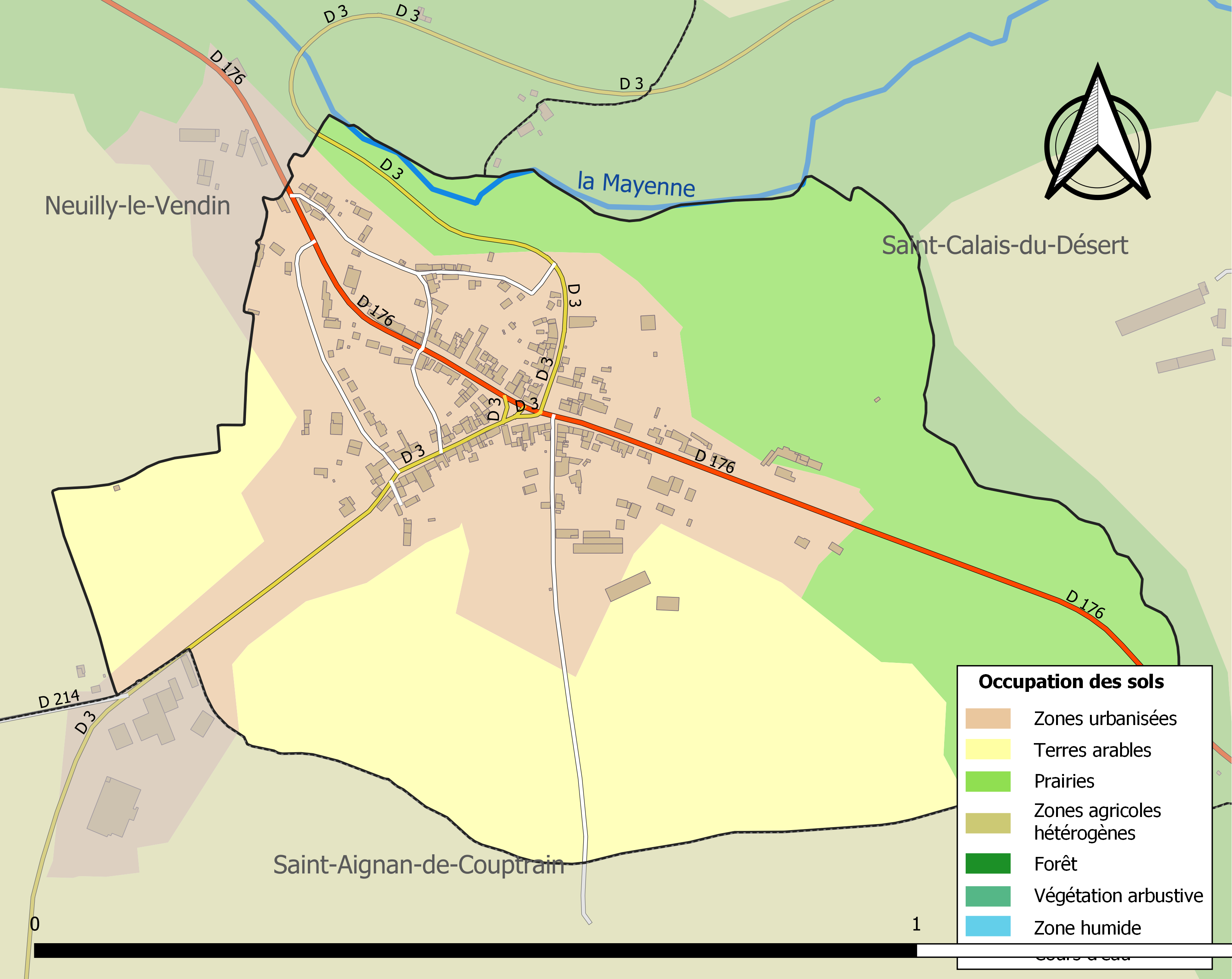
Carte des infrastructures et de l'occupation des sols de la commune en 2018 (CLC).

## Toponymie
- Toponyme cité en 1140 : Corpoltrein. D'après Dauzat et Rostaing (Dictionnaire étymologique des noms de lieux en France), ce toponyme pourrait résulter du latin "cortem" = domaine et de l'ancien français "poutre" = jument.

## Histoire

### Moyen âge

#### Période du duché de Normandie et de l'Empire Plantagenêt (911-1204)
Au XIe siècle, la domination de Geoffroy, seigneur de Mayenne, s’étend sur ce territoire dont il a la charge de la défense face aux Normands ; il est probable qu'il y érige un ouvrage défensif de type motte castrale.
Au XIe siècle, fondation d'un prieuré.

#### Incorporation au domaine royal français
Couptrain était le siège d'une châtellenie sous l'Ancien Régime dont dépendait Saint-Calais-du-Désert.[réf. nécessaire]

### Époque contemporaine
Centre commercial et judiciaire aux XVIIIe et XIXe siècles et ancienne halte de diligence du fait de sa situation géographique, Couptrain a été chef-lieu du canton éponyme jusqu'en 2015.

## Population et société

### Démographie
L'évolution du nombre d'habitants est connue à travers les recensements de la population effectués dans la commune depuis 1793. Pour les communes de moins de 10 000 habitants, une enquête de recensement portant sur toute la population est réalisée tous les cinq ans, les populations de référence des années intermédiaires étant quant à elles estimées par interpolation ou extrapolation. Pour la commune, le premier recensement exhaustif entrant dans le cadre du nouveau dispositif a été réalisé en 2007.

En 2022, la commune comptait 114 habitants, en évolution de −10,24 % par rapport à 2016 (Mayenne : −0,73 %, France hors Mayotte : +2,11 %).
| 1793 | 1800 | 1806 | 1821 | 1831 | 1836 | 1841 | 1846 | 1851 |
| ---- | ---- | ---- | ---- | ---- | ---- | ---- | ---- | ---- |
| 409  | 478  | 511  | 557  | 538  | 550  | 499  | 520  | 530  |

| 1856 | 1861 | 1866 | 1872 | 1876 | 1881 | 1886 | 1891 | 1896 |
| ---- | ---- | ---- | ---- | ---- | ---- | ---- | ---- | ---- |
| 473  | 442  | 417  | 368  | 378  | 405  | 395  | 392  | 406  |

| 1901 | 1906 | 1911 | 1921 | 1926 | 1931 | 1936 | 1946 | 1954 |
| ---- | ---- | ---- | ---- | ---- | ---- | ---- | ---- | ---- |
| 396  | 385  | 370  | 314  | 303  | 307  | 324  | 314  | 284  |

| 1962 | 1968 | 1975 | 1982 | 1990 | 1999 | 2006 | 2007 | 2012 |
| ---- | ---- | ---- | ---- | ---- | ---- | ---- | ---- | ---- |
| 259  | 225  | 219  | 186  | 149  | 160  | 167  | 168  | 127  |

| 2017 | 2022 | - | - | - | - | - | - | - |
| ---- | ---- | - | - | - | - | - | - | - |
| 131  | 114  | - | - | - | - | - | - | - |

## Culture locale et patrimoine

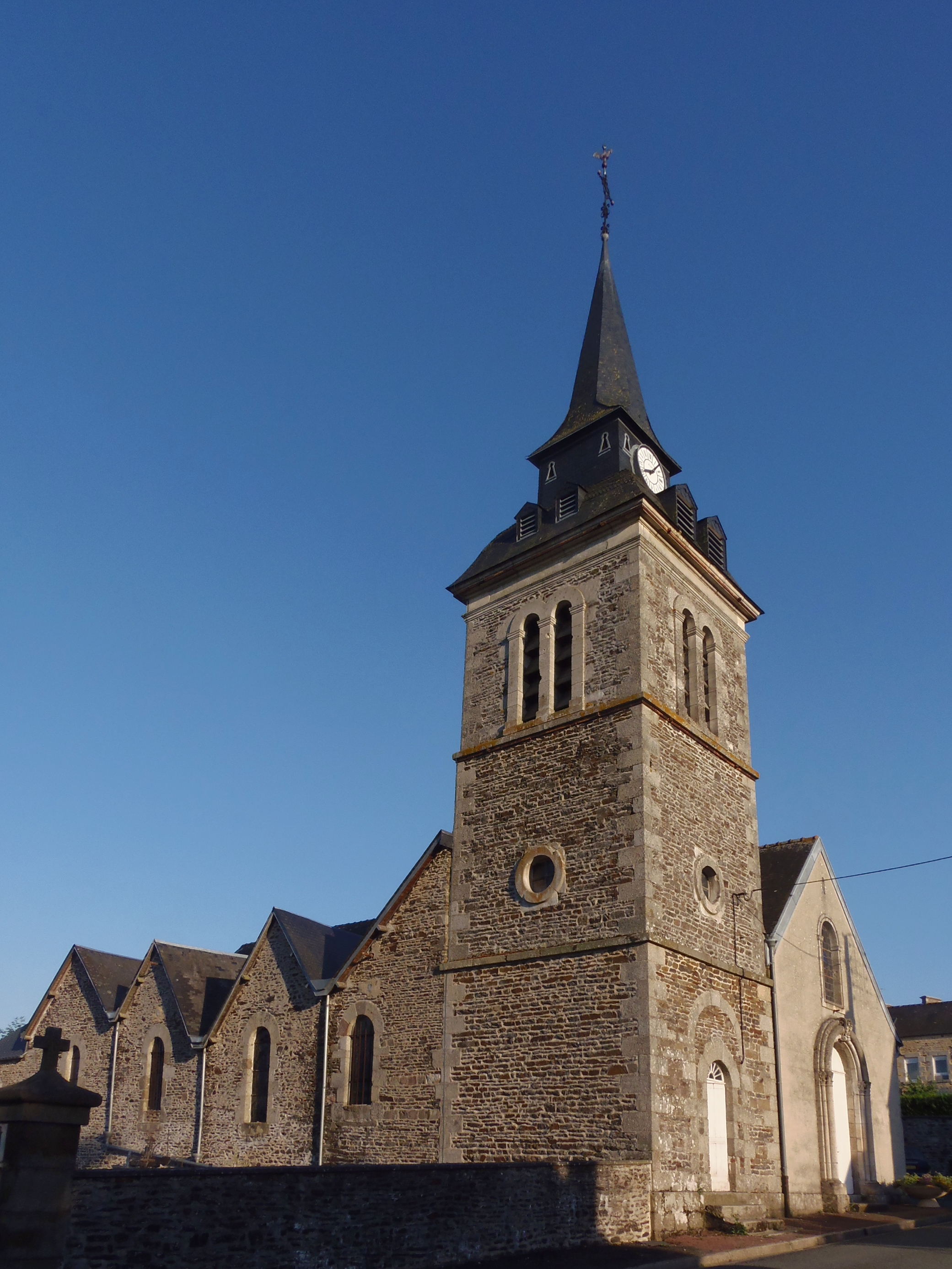
L'église Notre-Dame-de-l'Assomption.

### Lieux et monuments
- Église Notre-Dame-de-Bonne-Nouvelle (ou de l'Assomption)[22].

Dans l'église, fresques du XIXe siècle, stalle de 1675.

### Patrimoine naturel
- Couptrain abrite une partie du site Natura 2000 du « bocage de la forêt de la Monnaie à Javron-les-Chapelles »[23].

### Personnalités liées à la commune
- Julien Bigot, né en 1831 à Couptrain et décédé en 1914 à Angers, avocat et homme politique français.

### Héraldique
| Blason de Couptrain | Blason  | D’azur, à un cheval d’argent, accompagné en chef d’une rose du même ; le tout adextré d’un chandelier de ménage d’or, la bougie d’argent, allumée de gueules. |
| Blason de Couptrain | Détails | L’azur indique d’une part la présence de la rivière Mayenne qui sert de limite communale avec le ruisseau du Pont Cordon, mais aussi rappelle les couleurs de l’ancienne province du Maine à laquelle se rattache Couptrain. Le cheval symbolise la jument qui est à l’origine du nom du village et de la majeure partie des activités ancestrales de Couptrain. La rose est le symbole de Notre Dame. C’est la sainte patronne du village sous le vocable de Notre Dame de Bonne Nouvelle. Le chandelier est la représentation de l’activité la plus prestigieuse du village. La fabrication des bougies a fait connaître Couptrain jusqu’aux États-Unis où quelques productions étaient vendues. Cette activité a totalement disparu aujourd’hui. Les ornements sont deux branches de chêne de sinople, fruitée d’or afin de rappeler la forêt du Parc Normandie Maine incluant le village de Couptrain. Le listel d'argent porte le nom de la commune en lettres majuscules de sable. La couronne de tours dit que l’écu est celui d’une commune ; elle n’a rien à voir avec des fortifications. Le statut officiel du blason reste à déterminer. |